# Richard Jeni
Richard Jeni, artistnamn för Richard John Colangelo, född den 14 april 1957, död den 10 mars 2007, var en amerikansk komiker och skådespelare, känd bland annat från sin roll i filmen The Mask.